# Xanthomixis
Xanthomixis là một chi chim trong họ Bernieridae.

## Các loài
- Xanthomixis apperti
- Xanthomixis cinereiceps
- Xanthomixis tenebrosa
- Xanthomixis zosterops